# Max von Bahrfeldt

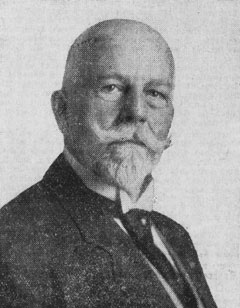
Max von Bahrfeldt

Max von Bahrfeldt, född 6 februari 1856 och död 11 april 1936, var en tysk myntforskare, bror till myntforskaren Emil Bahrfeldt.
Bahrfeldt var förde detta infanterigeneral, och blev 1922 professor i Halle. Han sysslade särskilt med romersk-republikanska och lågsaxiska mynt och av Numismatisches Litteraturblatt. Bland hans skrifter märks Nachträge und Berichtigungen zur Münzkunde der römischen Republik (3 band, 1897-1918), Die römische Goldmünzenprägung während der Republik und unter Augustus (1923) med flera.